# Izabela da Silva
Izabela da Silva (ur. 2 sierpnia 1995) – brazylijska lekkoatletka specjalizująca się w pchnięciu kulą i rzucie dyskiem.
Jedenasta zawodniczka konkursu pchnięcia kulą podczas mistrzostw świata juniorów młodszych (2011). Rok później zdobyła dwa złote medale mistrzostw Ameryki Południowej kadetów. Złota i srebrna medalistka mistrzostw panamerykańskich juniorów (2013). W tym samym roku dwukrotnie stanęła na najwyższym stopniu podium juniorskiego czempionatu Ameryki Południowej. W 2014 w Eugene została mistrzynią świata juniorów w rzucie dyskiem oraz zdobyła złoty i srebrny medal młodzieżowych mistrzostw Ameryki Południowej. W 2021 zajęła 11. miejsce podczas igrzysk olimpijskich w Tokio. Dwa lata później zdobyła złote medale mistrzostw Ameryki Południowej oraz igrzysk panamerykańskich.
Rekordy życiowe: pchnięcie kulą – 16,38 (29 czerwca 2014, Maringá); rzut dyskiem – 65,25 (28 czerwca 2024, São Paulo).

## Osiągnięcia
| Rok  | Impreza                                     | Miejsce         | Konkurencja    | Pozycja           | Wynik |
| ---- | ------------------------------------------- | --------------- | -------------- | ----------------- | ----- |
| 2011 | Mistrzostwa świata juniorów młodszych       | Lille Metropole | pchnięcie kulą | 11. miejsce       | 13,36 |
| 2011 | Mistrzostwa świata juniorów młodszych       | Lille Metropole | rzut dyskiem   | el. – 24. miejsce | 43,98 |
| 2012 | Mistrzostwa Ameryki Płd. juniorów młodszych | Mendoza         | pchnięcie kulą | 1. miejsce        | 16,82 |
| 2012 | Mistrzostwa Ameryki Płd. juniorów młodszych | Mendoza         | rzut dyskiem   | 1. miejsce        | 47,19 |
| 2013 | Mistrzostwa panamerykańskie juniorów        | Medellín        | pchnięcie kulą | 2. miejsce        | 14,90 |
| 2013 | Mistrzostwa panamerykańskie juniorów        | Medellín        | rzut dyskiem   | 1. miejsce        | 54,15 |
| 2013 | Mistrzostwa Ameryki Południowej juniorów    | Resistencia     | pchnięcie kulą | 1. miejsce        | 15,05 |
| 2013 | Mistrzostwa Ameryki Południowej juniorów    | Resistencia     | rzut dyskiem   | 1. miejsce        | 55,88 |
| 2014 | Mistrzostwa świata juniorów                 | Eugene          | pchnięcie kulą | el. – 16. miejsce | 14,54 |
| 2014 | Mistrzostwa świata juniorów                 | Eugene          | rzut dyskiem   | 1. miejsce        | 58,03 |
| 2014 | Młodzieżowe mistrzostwa Ameryki Południowej | Montevideo      | pchnięcie kulą | 2. miejsce        | 15,95 |
| 2014 | Młodzieżowe mistrzostwa Ameryki Południowej | Montevideo      | rzut dyskiem   | 1. miejsce        | 58,70 |
| 2016 | Młodzieżowe mistrzostwa Ameryki Południowej | Lima            | pchnięcie kulą | 1. miejsce        | 16,25 |
| 2016 | Młodzieżowe mistrzostwa Ameryki Południowej | Lima            | rzut dyskiem   | 1. miejsce        | 53,04 |
| 2021 | Mistrzostwa Ameryki Południowej             | Guayaquil       | rzut dyskiem   | 1. miejsce        | 62,18 |
| 2021 | Igrzyska olimpijskie                        | Tokio           | rzut dyskiem   | 11. miejsce       | 60,39 |
| 2022 | Mistrzostwa świata                          | Eugene          | rzut dyskiem   | el. – 15. miejsce | 59,78 |
| 2022 | Igrzyska Ameryki Południowej                | Asunción        | rzut dyskiem   | 1. miejsce        | 60,86 |
| 2023 | Mistrzostwa Ameryki Południowej             | São Paulo       | rzut dyskiem   | 1. miejsce        | 61,26 |
| 2023 | Mistrzostwa świata                          | Budapeszt       | rzut dyskiem   | el. – 22. miejsce | 58,45 |
| 2023 | Igrzyska panamerykańskie                    | Santiago        | rzut dyskiem   | 1. miejsce        | 59,63 |
| 2024 | Mistrzostwa ibero-amerykańskie              | Cuiabá          | rzut dyskiem   | 1. miejsce        | 63,60 |
| 2024 | Igrzyska olimpijskie                        | Paryż           | rzut dyskiem   | el. – 17. miejsce | 61,68 |
| 2025 | Mistrzostwa Ameryki Południowej             | Mar del Plata   | rzut dyskiem   | 1. miejsce        | 62,87 |